# Chi Rongliang
Chi Rongliang (迟嵘亮S, Chí RóngliàngP; Tientsin, 9 gennaio 1978) è un ex calciatore cinese, di ruolo centrocampista.